# Гуго де Гранмениль
Гуго́ де Гранмени́ль (фр. Hugues de Grandmesnil; 1032 — 22 февраля 1098) — нормандский рыцарь, соратник Вильгельма Завоевателя и один из командующих в битве при Гастингсе, впоследствии — крупный англонормандский барон.

## Биография

### Юность
Гуго был старшим сыном Роберта де Гранмениля и Хависы д’Эшафур. Его отец был обладателем небольшой сеньории Гранмениль в центральной Нормандии, а мать происходила из нормандского рода Жируа, чьи владения располагались в долине Рисля к юго-западу от Эврё. По легенде, Роберт де Гранмениль занимался разведением лошадей для рыцарской службы. В период несовершеннолетия нормандского герцога Вильгельма Роберт выступал союзником дома де Тосни в его противостоянии Бомонам, стремящимся закрепиться в долине Рисля и центральной Нормандии. В одной из стычек с Роджером де Бомоном около 1043 года Роберт де Гранмениль был смертельно ранен и вскоре скончался. Перед смертью он разделил свои владения между двумя сыновьями: основную часть получил старший Гуго, тогда как младший Роберт избрал духовную карьеру. Около 1050 года вместе со своим дядей Вильгельмом де Жируа Гуго и Роберт восстановили монастырь Святого Эвруля, аббатом которого позднее стал Роберт де Гранмениль.
В 1048 году Гуго де Гранмениль оказал помощь епископу Сэ, собор которого был захвачен шайкой разбойников. При взятии собора силами епископа и Гуго здание сгорело, что вызвало гнев папы римского Льва VI, который в 1049 году приказал епископу восстановить собор. В начале 1050-х гг. Гуго поступил на службу к герцогу Вильгельму. После подавления восстания верхненормандских баронов в 1054 году герцог назначил Гранмениля комендантом замка Нёф-Марше на границе с Бовези. В задачи Гуго входила организация обороны Нормандии от грабительских набегов феодалов Бовези. По свидетельству Ордерика Виталия, ему удалось навести порядок на границе и захватить в плен двух крупных бовезийских сеньоров.
В 1058 или 1060 году герцог Вильгельм сместил Гуго де Гранмениля и отобрал у него замок Нёф-Марше. По мнению Ордерика, это произошло по инициативе Роджера де Монтгомери и его жены Мабилы Беллемской. Однако уже в 1062 году в условиях обострения отношений с Бретанью и Мэном, Вильгельм вернул своё расположение к Гуго и вновь передал ему Нёф-Марше.

### Завоевание Англии
В 1066 году Гуго де Гранмениль участвовал в завоевании Англии и был одним из командующих нормандской конницей во время сражения при Гастингсе. Во время битвы, по легенде, Гуго едва избежал смерти: при прыжке его лошади через куст оборвалась уздечка, и неуправляемая лошадь понеслась прямо на ряды англосаксов. К счастью для Гуго, в тот момент, когда он уже оказался у переднего края построений противника, раздался боевой клич англосаксов, который испугал его лошадь. Она бросилась обратно, и таким образом Гуго спасся.
После завершения завоевания Англии Гуго де Гранмениль получил от короля Вильгельма обширные земельные владения, прежде всего в Лестершире, а также в Нортгемптоншире и некоторых других графствах. После взятия и разрушения в 1068 году Лестера город также был передан Гранменилю. Согласно «Книге страшного суда», Гуго являлся крупнейшим землевладельцем Лестершира, а общее число его маноров в Англии превышало сотню. Кроме того, он был назначен шерифом Лестершира. Очевидно, Гранмениль входил в число наиболее влиятельных соратников Вильгельма Завоевателя, поскольку в 1067 году он назван в числе помощников соправителей Англии епископа Одо и Вильяма Фиц-Осберна во время пребывания короля в Нормандии.

### Поздние годы
После смерти Вильгельма Завоевателя в 1087 году развернулась борьба между его детьми за наследство. Гуго де Гранмениль выступил на стороне нормандского герцога Роберта III Куртгёза против английского короля Вильгельма II Руфуса. Однако вскоре в рядах приверженцев Куртгёза начался раскол. Близкий соратник герцога Роберт Беллемский, воспользовавшись слабостью центральной власти в Нормандии, стал захватывать замки и земли своих противников, в частности в 1091 году осадил крепость Курси на территории современного департамента Кальвадос, принадлежащую Ричарду де Курси. На стороне Ричарда выступили Гуго де Гранмениль, Вильгельм де Варенн, Матье де Бомон-сюр-Уаз, тогда как Роберт Беллемский опирался на помощь герцога Роберта Куртгёза. Борьба за замок Курси продолжалась несколько недель и отличалась значительными жертвами с обеих сторон. Гуго де Гранмениль, по утверждению Ордерика Виталия, был одним из наиболее яростных защитников замка. Ему удалось взять в плен Вильгельма, сына Генриха де Феррьера. Однако военное превосходство было на стороне осаждавших, и лишь высадка в Нормандии короля Вильгельма II заставила Роберта Беллемского отступить из-под Курси.
В 1094 году Гуго вернулся в Англию, где и оставался до конца жизни. Перед смертью он принял монашеский постриг и в начале 1098 года скончался в Лестере. Его тело было забальзамировано в соли и перевезено в Нормандию, где было захоронено в основанном им аббатстве Св. Эвруля.

## Семья
Гуго де Гранмениль был женат (ок. 1060) на Алисе де Бомон-сюр-Уаз (ум. 1091), дочери Ива, графа де Бомон-сюр-Уаз, и имел десятерых детей:
- Роберт II де Гранмениль (ум. 1126 или 1136), сеньор де Гранмениль, наследник нормандских владений рода, женат первым браком на Агнессе ле Мешен, дочери Ранульфа ле Мешена, графа Честера; вторым браком — на Эмме д’Эстутвиль, дочери Роберта д’Эстутвиля и вдове Эррана д’Аркура; третьим браком — на Люси, дочери Савари де Бомон-сюр-Марн. Их дети:
  - Гильом де Гранмениль (?). Никакой информации о Гуго не сохранилось. О его существовании сделан вывод на основе данных о том, что отца Пернелы де Гранмениль звали Гильом. Его дочь:
    - Петронилла де Гранмениль (ум. 1212), наследница нормандских владений рода и замка Гранмениль, замужем за Робертом де Бомоном, 3-м графом Лестер (ум. 1190). В результате этого брака нормандские земли Гранменилей перешли во владение дома де Бомон;
- Вильгельм де Гранмениль (ум. до 1114), в 1081 году перебрался в Апулию, впоследствии участвовал в завоевании Южной Италии норманнами, походе Роберта Гвискара на Диррахий, осаде, взятии и последующей обороне Антиохии от сарационов в 1097—1098 гг.[6]; женат на Мабиле, дочери Роберта Гвискара, герцога Апулии;
- Гуго де Гранмениль (ум. в юности);
- Иво де Гранмениль (ум. после 1102), наследник английских владений рода, в 1097 году отправился в Первый крестовый поход, заложив свои земли Роберту де Бомону, участвовал в осаде и взятии Антиохии, умер во время второго путешествия в Иерусалим. Роберт де Бомон удержал за собой владения Гранменилей, став обладателем почти трёх четвертей Лестершира, а в 1107 году получил титул графа Лестера. По свидетельству Ордерика Виталия, Иво был женат на дочери Гилберта де Ганта. Его единственный сын Иво II де Гранмениль погиб в 1120 году при крушении «Белого корабля» у берегов Нормандии;
- Обри де Гранмениль (ум. после 1097), участник Первого крестового похода, бежал из Антиохии во время её осады сарацинами в 1097 году;
- Аделина де Гранмениль (ум. ок 1110), замужем за Рожером, сеньором д'Иври;
- Хависа де Гранмениль;
- Рохеза де Гранмениль, замужем за Робертом де Курси, сыном Ричарда, сеньора де Курси;
- Матильда де Гранмениль (ум. в Яффе), замужем первым браком за Гуго де Монпинсоном, вторым браком за неким Матье, крестоносцем;
- Агнесса де Гранмениль, замужем за Вильгельмом де Сеем.